# Assedio di Takatenjin (1581)
Il secondo assedio di Takatenjin si svolse solo sei anni dopo che Takeda Katsuyori conquistò la fortezza. Questo secondo assedio durò diversi mesi, e finì con la caduta della fortezza nelle mani di Oda Nobunaga.
Fu un evento piuttosto vantaggioso per Oda Nobunaga che indebolì notevolmente i suoi nemici Takeda; la battaglia di Temmokuzan che seguì è ricordata come l'ultima resistenza di Takeda Katsuyori. Nobunaga mandò Mori Nagahide a catturare la fortezza e l'assedio durò quattro mesi.